# 上野原サンライズ
上野原サンライズ（うえのはらサンライズ、英:UENOHARA SUNRISE）は、山梨県上野原市をホームタウンとするプロバスケットボールチーム。運営法人は株式会社山梨プロスポーツオフィス。2024年にチーム創設され、2024年現在はEXE premier leagueに所属している。

## 概要
山梨県初の3人制プロバスケットボールチームであり、チーム名の「サンライズ」は公募により選ばれた名前で山梨で一番先に日が昇る上野原市のチームとして考案された。
会長で発起人の立川光昭が生まれ故郷の上野原にプロチームを作る事を、2023年12月に山梨県上野原市との連携協定調印と同時に発表。2024年1月にチーム発足記者会見を行い、チーム名、ロゴ、方針などと合わせ、Amazonプライム恋愛リアリティーショーのバチェラージャパンに5代目バチェラーとして出演していた長谷川恵一がチーム強化本部長就任と現役復帰を発表。同月にプロリーグであるEXE Premier Leagueへの2024年シーズンからの参入が決定。

## ユニフォームスポンサー（2024シーズン）[4]
サプライヤー: Jerry beans sports（株式会社アマガサ） 胸 SAWA 背中１ 市村製作所 背中 石原工業 パンツ GMOビューティー パンツ アップルフード パンツ ANAP

## 選手とスタッフ[6]

### 選手
| 背番号 | 名前                    |
| ------ | ----------------------- |
| 1      | 長谷川恵一              |
| 6      | 畔上 樹音               |
| 7      | Coulibaly Gaoussou      |
| 9      | 佐伯大全                |
| 21     | Yve Niyokwizera         |
| 29     | Johnpaul Ugochukwu Opia |
| 64     | 山田 光哉               |